# Parafia Przemienienia Pańskiego w Detroit
Parafia Przemienienia Pańskiego w Detroit (ang. Transfiguration – Our Lady Help of Christians Parish) – parafia rzymskokatolicka położona w Detroit w stanie Michigan, Stany Zjednoczone.
Jest ona wieloetniczną parafią w północnej części Detroit, z mszą św. w j. polskim, dla polskich imigrantów.
Parafia została założona w 1929 roku i dedykowana Przemienieniu Pańskiemu.

## Szkoły
- Transfiguration Academy